# Internationale Latsis-Stiftung
Die Internationale Latsis-Stiftung (Fondation Latsis Internationale) ist eine 1975 aus dem Vermögen von Giannis Latsis gegründete Stiftung mit Sitz in Bellevue bei Genf. Sie ist eine Non-Profit-Organisation (institution non lucrative d’intérêt public) und Tochterstiftung der John S. Latsis Public Benefit Foundation. Dem Stiftungsrat gehört unter anderem Spiros Latsis an, Sohn von Giannis Latsis.
Die Stiftung stellt das Preisgeld für mehrere Wissenschaftspreise zur Verfügung.
- Prix Latsis Universitaire der Universität Genf
- Prix Latsis Universitaire der Universität St. Gallen
- Prix Latsis Universitaire der EPFL (École polytechnique fédérale de Lausanne)
- Prix Latsis Universitaire der EPFZ (École polytechnique fédérale de Zurich, ETH Zürich)

Die Universitätspreise werden seit 1983 vergeben und sind mit jeweils 25.000 Schweizer Franken dotiert (alle Dotierungen Stand 2011).
- Prix Latsis National, der seit 1984 jährlich vom Schweizerischen Nationalfonds (SNF) vergeben wird und mit 100.000 Schweizer Franken dotiert ist.
- Prix Latsis Européen, der von 1999 bis 2012 jährlich von der Europäischen Wissenschaftsstiftung (European Science Foundation, ESF) vergeben wurde und ebenfalls mit 100.000 Schweizer Franken dotiert war.
- Lakatos Award, der seit 1986 jährlich von der London School of Economics vergeben wird und mit 10.000 Britischen Pfund dotiert ist.[1]

Darüber hinaus werden bestimmte jährliche oder zweijährliche Wissenschaftliche Konferenzen an den genannten Hochschulen mit jeweils 50.000 Schweizer Franken gefördert.